# Mitre 10 Cup 2020
La Mitre 10 Cup 2020 fue la cuadragésimo quinta edición y decimoquinta con el formato actual del principal torneo de rugby profesional de Nueva Zelanda.
El campeón de la competición fue Tasman luego de vencer 13 a 12 a Auckland de visitante en el Eden Park.

## Sistema de disputa
Los equipos enfrentan a los seis equipos restantes de su división y disputan cuatro encuentros inter-división, totalizando 10 encuentros, 
- Los cuatro equipos con mejor clasificación al final de la fase de grupos de la Premiership clasifican a semifinales buscando el título de la competición, mientras que el séptimo lugar desciende al Championship de la temporada siguiente.

- Los cuatro mejores clasificados del Championship clasifican a semifinales buscando el ascenso a la Premiership de la temporada siguiente, el campeón asciende de manera automática a la división de honor.

## Premiership - Primera División
- Clasificación[1]

| Pos. | Equipo        | Encuentros | Encuentros | Encuentros | Encuentros | Tantos | Tantos | Tantos | PB | PB | Puntos |
| Pos. | Equipo        | PJ         | PG         | PE         | PP         | F      | C      | Dif    | BO | BD | Puntos |
| ---- | ------------- | ---------- | ---------- | ---------- | ---------- | ------ | ------ | ------ | -- | -- | ------ |
| 1.º  | Auckland      | 10         | 7          | 0          | 3          | 299    | 198    | +101   | 6  | 2  | 36     |
| 2.º  | Tasman        | 10         | 7          | 0          | 3          | 288    | 202    | +86    | 5  | 0  | 33     |
| 3.º  | Bay of Plenty | 10         | 6          | 0          | 4          | 268    | 258    | +10    | 5  | 2  | 31     |
| 4.º  | Waikato       | 10         | 6          | 0          | 4          | 257    | 230    | +27    | 4  | 1  | 29     |
| 5.º  | Canterbury    | 10         | 5          | 0          | 5          | 251    | 224    | +27    | 4  | 4  | 29     |
| 6.º  | Wellington    | 10         | 5          | 0          | 5          | 289    | 248    | +41    | 7  | 2  | 29     |
| 7.º  | North Harbour | 10         | 5          | 0          | 5          | 276    | 226    | +50    | 4  | 3  | 27     |

|  | Semifinalista.            |
|  | Descenso al Championship. |

### Semifinales
| 21 de noviembre | Auckland | 23 - 18 | Waikato | Eden Park, Auckland |  |

| 21 de noviembre | Tasman | 19 - 10 | Bay of Plenty | Trafalgar Park, Nelson |  |

### Final
| 28 de noviembre | Auckland | 12 - 13 | Tasman | Eden Park, Auckland |  |

| Bandera de Nueva Zelanda |
| Campeón Tasman           |
| Segundo título           |

## Championship - Segunda División
- Clasificación[2]

| Pos. | Equipo           | Encuentros | Encuentros | Encuentros | Encuentros | Tantos | Tantos | Tantos | PB | PB | Puntos |
| Pos. | Equipo           | PJ         | PG         | PE         | PP         | F      | C      | Dif    | BO | BD | Puntos |
| ---- | ---------------- | ---------- | ---------- | ---------- | ---------- | ------ | ------ | ------ | -- | -- | ------ |
| 1.º  | Hawke´s Bay      | 10         | 7          | 0          | 3          | 264    | 209    | +55    | 6  | 2  | 36     |
| 2.º  | Otago            | 10         | 6          | 0          | 4          | 244    | 247    | –3     | 5  | 1  | 30     |
| 3.º  | Northland        | 10         | 5          | 0          | 5          | 221    | 262    | –41    | 3  | 1  | 24     |
| 4.º  | Taranaki         | 10         | 4          | 0          | 6          | 263    | 265    | –2     | 4  | 4  | 24     |
| 5.º  | Southland        | 10         | 3          | 0          | 7          | 144    | 193    | –49    | 1  | 3  | 16     |
| 6.º  | Counties Manukau | 10         | 3          | 0          | 7          | 208    | 331    | –123   | 2  | 0  | 14     |
| 7.º  | Manawatu         | 10         | 1          | 0          | 9          | 198    | 377    | –179   | 4  | 1  | 9      |

|  | Semifinalista. |

### Semifinales
| 20 de noviembre | Otago | 19 - 32 | Northland | Forsyth Barr Stadium, Dunedin |  |

| 21 de noviembre | Hawke´s Bay | 59 - 23 | Taranaki | McLean Park, Napier |  |

### Final
| 27 de noviembre | Hawke´s Bay | 36 - 24 | Northland | McLean Park, Napier |  |

| Bandera de Nueva Zelanda         |
| Ganador Championship Hawke´s Bay |
| Tercer título                    |

## Resultados
| 1.ª jornada | 1.ª jornada                | 1.ª jornada |
| Fecha       | Partido                    | Resultado   |
| ----------- | -------------------------- | ----------- |
| 11-09-20    | North Harbour - Canterbury | 29-43       |
| 12-09-20    | Waikato - Wellington       | 53-28       |
| 12-09-20    | Otago - Auckland           | 6-38        |
| 12-09-20    | Counties Manukau - Tasman  | 24-41       |
| 13-09-20    | Northland - Manawatu       | 43-26       |
| 13-09-20    | Taranaki - Bay of Plenty   | 36-29       |
| 13-09-20    | Southland - Hawke´s Bay    | 16-10       |

| 2.ª jornada | 2.ª jornada                    | 2.ª jornada |
| Fecha       | Partido                        | Resultado   |
| ----------- | ------------------------------ | ----------- |
| 18-09-20    | Tasman - Northland             | 54-21       |
| 18-09-20    | Waikato - North Harbour        | 41-19       |
| 19-09-20    | Canterbury - Taranaki          | 22-23       |
| 19-09-20    | Bay of Plenty - Southland      | 17-14       |
| 20-09-20    | Hawke´s Bay - Counties Manukau | 31-17       |
| 20-09-20    | Manawatu - Otago               | 25-36       |
| 20-09-20    | Auckland - Wellington          | 21-39       |

| 3.ª jornada | 3.ª jornada                  | 3.ª jornada |
| Fecha       | Partido                      | Resultado   |
| ----------- | ---------------------------- | ----------- |
| 25-09-20    | Wellington - Bay of Plenty   | 32-10       |
| 26-09-20    | Tasman - Waikato             | 34-17       |
| 26-09-20    | Southland - North Harbour    | 11-10       |
| 26-09-20    | Hawke’s Bay - Canterbury     | 20-19       |
| 27-09-20    | Auckland - Manawatu          | 50-12       |
| 27-09-20    | Taranaki - Otago             | 19-30       |
| 27-09-20    | Counties Manukau - Northland | 15-24       |

| 4.ª jornada | 4.ª jornada                 | 4.ª jornada |
| Fecha       | Partido                     | Resultado   |
| ----------- | --------------------------- | ----------- |
| 02-10-20    | Bay of Plenty - Auckland    | 16-20       |
| 03-10-20    | Counties Manukau - Manawatu | 36-30       |
| 03-10-20    | Northland - Taranaki        | 35-25       |
| 03-10-20    | Canterbury - Wellington     | 31-26       |
| 04-10-20    | North Harbour - Tasman      | 40-24       |
| 04-10-20    | Southland - Waikato         | 9-10        |
| 04-10-20    | Otago - Hawke’s Bay         | 9-28        |

| 5.ª jornada | 5.ª jornada                 | 5.ª jornada |
| Fecha       | Partido                     | Resultado   |
| ----------- | --------------------------- | ----------- |
| 9-10-20     | Manawatu - Canterbury       | 10-34       |
| 10-10-20    | Taranaki - Auckland         | 28-29       |
| 10-10-20    | North Harbour - Hawke’s Bay | 46-10       |
| 10-10-20    | Wellington - Otago          | 34-35       |
| 10-10-20    | Waikato - Counties Manukau  | 36-13       |
| 11-10-20    | Tasman - Bay of Plenty      | 33-7        |
| 11-10-20    | Northland - Southland       | 18-14       |

| 6.ª jornada | 6.ª jornada                | 6.ª jornada |
| Fecha       | Partido                    | Resultado   |
| ----------- | -------------------------- | ----------- |
| 16-10-20    | Hawke’s Bay - Northland    | 33-17       |
| 17-10-20    | Manawatu - Bay of Plenty   | 35-53       |
| 17-10-20    | Wellington - North Harbour | 25-20       |
| 17-10-20    | Auckland - Tasman          | 31-10       |
| 17-10-20    | Southland - Taranaki       | 9-17        |
| 18-10-20    | Canterbury - Waikato       | 15-16       |
| 18-10-20    | Otago - Counties Manukau   | 40-22       |

| 7.ª jornada | 7.ª jornada                   | 7.ª jornada |
| Fecha       | Partido                       | Resultado   |
| ----------- | ----------------------------- | ----------- |
| 23-10-20    | Otago - Northland             | 30-7        |
| 24-10-20    | Hawke’s Bay - Manawatu        | 47-12       |
| 24-10-20    | Bay of Plenty - Canterbury    | 44-8        |
| 24-10-20    | North Harbour - Auckland      | 23-22       |
| 25-10-20    | Tasman - Southland            | 47-10       |
| 25-10-20    | Counties Manukau - Wellington | 20-53       |
| 25-10-20    | Waikato - Taranaki            | 27-20       |

| 8.ª jornada | 8.ª jornada                 | 8.ª jornada |
| Fecha       | Partido                     | Resultado   |
| ----------- | --------------------------- | ----------- |
| 30-10-20    | Canterbury - Otago          | 16-23       |
| 31-10-20    | Wellington - Tasman         | 3-19        |
| 31-10-20    | Northland - North Harbour   | 8-24        |
| 31-10-20    | Auckland - Waikato          | 31-10       |
| 01-11-20    | Manawatu - Southland        | 24-12       |
| 01-11-20    | Bay of Plenty - Hawke’s Bay | 22-17       |
| 01-11-20    | Taranaki - Counties Manukau | 27-31       |

| 9.ª jornada | 9.ª jornada                      | 9.ª jornada |
| Fecha       | Partido                          | Resultado   |
| ----------- | -------------------------------- | ----------- |
| 06-11-20    | Southland - Otago                | 32-15       |
| 07-11-20    | Auckland - Northland             | 24-20       |
| 07-11-20    | Tasman - Canterbury              | 0-29        |
| 07-11-20    | North Harbour - Counties Manukau | 32-5        |
| 08-11-20    | Waikato - Bay of Plenty          | 30-33       |
| 08-11-20    | Hawke’s Bay - Wellington         | 34-18       |
| 08-11-20    | Manawatu - Taranaki              | 19-35       |

| 10.ª jornada | 10.ª jornada                  | 10.ª jornada |
| Fecha        | Partido                       | Resultado    |
| ------------ | ----------------------------- | ------------ |
| 13-11-20     | Counties Manukau - Southland  | 25-17        |
| 14-11-20     | Northland - Waikato           | 28-17        |
| 14-11-20     | Wellington - Manawatu         | 31-5         |
| 14-11-20     | Otago - Tasman                | 20-26        |
| 15-11-20     | Taranaki - Hawke’s Bay        | 33-34        |
| 15-11-20     | Bay of Plenty - North Harbour | 37-33        |
| 15-11-20     | Canterbury - Auckland         | 34-33        |